# SARS-CoV-2
SARS-CoV-2 (Hudi akutni respiratorni sindrom koronavirus-2), prej znan pod začasnim imenom novi koronavirus 2019 (2019-nCoV), je enovijačni, pozitivno-smerni virus RNA. Je nalezljiv za ljudi in povzročitelj pandemije koronavirusne bolezni 2019 (Covid-19), ki jo je Svetovna zdravstvena organizacija (SZO) razglasila za javnozdravstveno krizo mednarodnih razsežnosti.
SARS-CoV-2 je genetsko zelo blizu koronavirusom netopirjev, iz katerih verjetno izvira. Dokaza o prenosu prek vmesnega gostitelja, npr. luskavcev, za zdaj ni. S taksonomskega vidika je SARS-CoV-2 razvrščen kot sev vrste SARSr-CoV, tj. koronavirusa, ki je povezan z akutnim respiratornim sindromom.  
Sev so prvič odkrili v Vuhanu na Kitajskem, zato ga včasih imenujejo virus Vuhana ali Vuhanski koronavirus. Ker Svetovna zdravstvena organizacija odsvetuje uporabo imen na podlagi lokacij in se izogiba zmedi z boleznijo SARS, virus v svojih sporočilih za javnost imenuje virus, ki povzroča Covid-19 ali virus Covida-19. Tako virus kot bolezen širša javnost pogosto imenuje zgolj koronavirus.

## Virologija

### Okužba
Prenos SARS-CoV-2 s človeka na človeka so potrdili ob začetku pandemije koronavirusa 2019–20. Prenos se zgodi predvsem zaradi kašlja in kihanja izdihanih kapljic na razdalji do približno 2 metra. Drugi posredni vzrok okužbe je prenos prek okuženih površin. Raziskava je pokazala, da lahko virus na plastiki in jeklu preživi do tri dni, na kartonu največ en dan  na bakru pa do štiri ure. Uporaba mila virus inaktivira. Virusna RNA je bila pri nekaterih bolnikih najdena tudi v vzorcih blata.Oseba postane kužna približno 48 ur pred nastopom simptomov.
1. februarja 2020 je Svetovna zdravstvena organizacija (WHO) javila, da »prenos prek asimptomatskih primerov verjetno ni glavni dejavnik prenosa«, vendar pa je epidemiološki model za začetni izbruh na Kitajskem nakazal, da predsimptomatsko širjenje najbrž znatno prispeva k razvoju epidemije, in da bi lahko subklinične okužbe bile vzrok za večino okužb.

### Rezervoar
Prve znane okužbe iz seva SARS-CoV-2 so odkrili v Vuhanu na Kitajskem. Kako je prišlo do prvega prenosa virusa na človeka in kdaj je sev postal patogen, ostaja nepojasnjeno. Raziskave naravnega rezervoarja za sev virusa, ki je povzroči izbruh SARS 2002–2004  na netopirjih, so odkrile številne SARS-u podobne koronaviruse. Ti so bili večinoma najdeni pri netopirjih rodu Rhinolophus iz družine podkovnjakov; dve zaporedji v virusnih nukleinskih kislinah, odkritih v vzorcih iz Rhinolophus sinicus, kažeta 80-odstotno podobnost s SARS-CoV-2. Tretje zaporedje virusne nukleinske kisline iz Rhinolophus affinis, vzorčeno v provinci Junan, z oznako RaTG13, ima 96% podobnost s SARS-CoV-2. WHO meni, da so netopirji najverjetnejši naravni rezervoar SARS-CoV-2, vendar razlike med koronavirusom netopirja in SARS-CoV-2 kažejo, da je pri okužbi ljudi igral vlogo vmesni gostitelj.
Metagenomska študija iz leta 2019 je pred tem razkrila, da je SARS-CoV, to je sev virusa, ki povzroča SARS, zelo blizu koronavirusom v vzorcu luskavcev Sunda. 7. februarja 2020 so raziskovalci iz Guangdžova javili, da je zaporedje nukleinske kisline v vzorcu virusa iz luskavcev »99-odstotno identično« zaporedju nukleotidov v RNA virusa SARS-CoV-2. Objavljeni rezultati kažejo, da je »domena za vezavo receptorja pri novo odkritem CoV luskavcev v beljakovini S praktično enaka kot pri 2019-nCoV, z eno samo drugačno aminokislino.« Luskavci so zaščiteni v skladu s kitajsko zakonodajo, vendar lov nanje in trgovanje z njimi zaradi uporabe v tradicionalni kitajski medicini ostajata pogosta.
Poznejša analiza celotnega genoma, ne samo področja okoli gena, ki zapisuje beljakovino za vezavo na receptor, je pokazala, da so koronavirusi pri luskavcih genetsko le 92-odstotno identični SARS-CoV-2. To ne zadostuje za dokaz, da so luskavci bili vmesni gostitelji. Pri virusu SARS-CoV, ki je odgovoren za izbruh 2002–2004, je na primer 99,8 % genoma identičnega genomu koronavirusa, ki so ga ugotovili pri cibetovkah. Poleg tega pangolini najverjetneje niso rezervoar virusov, podobnih SARS-CoV-2, ker ob okužbi zbolijo, kar je drugače kot pri pravih rezervoarjih, npr. netopirjih. Domena beljakovine bodice virusa pangolinov za vezavo na receptor je zelo podobna kot pri virusu SARS-CoV-2 in se od njega razlikuje le v petih kritičnih aminokislinskih ostankih motiva za vezavo receptorja. Virus pangolinov se na človeški receptor ACE2 veže le šibko.
Vsi razpoložljivi dokazi kažejo, da je virus SARS-CoV-2 naravnega živalskega izvora in da ni proizvod genetskega inženirstva. Kljub temu laboratorijskega izvora virusa SARS-CoV-2 ni mogoče izključiti. Glede na računalniške simulacije zvijanja beljakovin bi morala imeti receptor-vezavno domeno (RBD - receptor binding domain) beljakovine bodice virusa SARS-CoV-2 neizrazito vezavno afiniteto. Dejansko se na človeški receptor ACE2 veže zelo učinkovito. Da bi se RBD izpostavila fuziji, morajo furinske proteaze najprej razcepiti beljakovino S. Obilo furinskih proteaz je v dihalnih poteh in epitelijskih celicah pljuč. Poleg tega skelet virusa ni podoben nobenemu iz predhodne znanstvene literature, ki so ga uporabili za genetsko modifikacijo. Možnost, da bi lahko virus pridobil potrebne prilagoditve pri vzgoji celičnih kultur v laboratorijskem okolju, izpodbijajo znanstveniki, ki trdijo, da »nastanek predvidenih O-vezanih glikanov ... kaže na udeležbo imunskega sistema.«

### Filogenetika in taksonomija
SARS-CoV-2 spada v obširno družino virusov, ki so znani pod imenom koronavirusi. Genom je enovijačna, pozitivno polarna RNA (+ ssRNA). Drugi koronavirusi lahko povzročijo širok spekter bolezni, od navadnega prehlada do težjih bolezni, kot je dihalni sindrom na Bližnjem vzhodu (MERS). To je sedmi koronavirus, ki lahko potrjeno okuži ljudi. Pred tem smo poznali šest koronavirusov: 229E, NL63, OC43, HKU1, Mers-CoV in prvotni virus SARS-CoV.
Tako kot SARS-u soroden sev, odgovoren za izbruh SARS 2003, je tudi SARS-CoV-2 član podvrste Sarbecovirus (beta-CoV sev B). Njegova sekvenca RNA je dolga približno 30.000 nukleotidov. SARS-CoV-2 je med poznanimi betakoronavirusi edinstven po tem, da vključuje mesto za večbazno cepitev, kar povečuje patogenost in prenosljivost v primerjavi z drugimi virusi te družine.
Z zadostnim številom sekvenciranih genomov je bilo mogoče rekonstruirati filogenetsko drevo in zgodovino mutacij v družini virusov. Do 12. januarja 2020 so Kitajski center za nadzor in preprečevanje bolezni (CCDC) in druge institucije iz Vuhana izolirale in objavile pet genomov SARS-CoV-2; do 30. januarja 2020 je število genomov poraslo na 42. Filogenetska analiza teh vzorcev je pokazala, da so virusi tesno v sorodu in da so vse opisane genomske različice od izvorne oblike oddaljene največ sedem mutacij. To pomeni, da je do prve okužbe pri ljudeh moralo priti novembra ali decembra 2019. 13. marca 2020 je bilo javno dostopnih že 410 genomov SARS-CoV-2, vzorčenih na petih celinah.
Mednarodni odbor za taksonomijo virusov (ICTV) je 11. februarja 2020 objavil, da po obstoječih pravilih, po katerih se hierarhični odnosi med koronavirusi ocenjujejo na podlagi petih ohranjenih zaporedij nukleinskih kislin, razlike med takrat 2019-nCoV imenovanim virusom in sevom virusa iz izbruha SARS 2003 leta ne zadoščajo za dve ločeni vrsti. Zato so 2019-nCoV opredelili kot sev koronavirusa, povezanega s sindromom akutne respiratorne stiske (SARS) in ga poimenovali SARS-CoV-2.

### Strukturna biologija
Virion SARS-CoV-2 ima premer približno 50–200 nanometrov. Tako kot drugi koronavirusi ima tudi SARS-CoV-2 štiri strukturne beljakovine, znane kot S (spike (bodica)), E (envelope (ovojnica)), M (membrana) in N (nukleokapsida); beljakovina N shranjuje genom RNA, beljakovine S, E in M pa skupaj tvorijo virusno ovojnico. Bodica, katere natančna struktura je vidna s kriogenim elektronskim mikroskopom, je beljakovina, odgovorna za to, da se virus lahko pritrdi na membrano gostiteljeve celice.  
Modeliranje beljakovine v bodici je hitro pokazalo, da ima SARS-CoV-2 zadostno afiniteto za receptorje encima angiotenzin konvertaza (angiotensin converting enzyme 2 - ACE2) v človeških celicah in jih lahko uporabi kot vrata za vstop v celico. Do 22. januarja 2020 sta dve skupini (kitajska in ameriška) neodvisno druga od druge eksperimentalno dokazali, da ACE2 lahko deluje kot receptor za SARS-CoV-2. Študije so pokazale, da ima SARS-CoV-2 večjo afiniteto za človeški ACE2 kot pa prvotni sev virusa SARS. SARS-CoV-2 lahko za vstop v celico uporablja tudi beljakovino BSG.
Za vstop virusa je ključna predpriprava beljakovine bodice s transmembransko proteazo serin 2 (TMPRSS2). Potem ko se virion SARS-CoV-2 pritrdi na ciljno celico, celična proteaza TMPRSS2 razgradi beljakovino bodice in izpostavi fuzijski peptid. Virion nato v celico sprosti RNA in jo prisili, da ustvarja kopije virusa, ki se potem širijo v sosednje celice. SARS-CoV-2 tvori vsaj tri virulentne agente, ki spodbujajo izločanje novih virionov iz celic gostiteljic in hkrati zavirajo imunski odziv.

## Epidemiologija
S stališča nizke spremenljivosti, ki jo kažejo doslej znane SARS-CoV-2 genomske sekvence, naj bi infektivni sev zdravstveni organi odkrili po nekaj tednih od njegovega pojava pri ljudeh, nekje proti koncu leta 2019. Najstarejši primer okužbe, ki je trenutno znan, naj bi odkrili že 17. novembra 2019. Virus se je nato razširil v vse pokrajine Kitajske in v več kot sto drugih držav v Aziji, Evropi, Severni Ameriki, Južni Ameriki, Afriki in Oceaniji. Prenos virusa s človeka na človeka je bil potrjen v vseh naštetih regijah. 30. januarja 2020 je Svetovna zdravstvena organizacija dogajanje v zvezi s SARS-CoV-2 razglasila za mednarodno nevarnost javnemu zdravju, 11. marca 2020 pa za pandemijo.. 
4. 3. 2020 so v laboratoriju Inštituta za mikrobiologijo in imunologijo ljubljanske medicinske fakultete odkrili prvi primer okužbe z novim koronavirusom v Sloveniji.  12. 3. 2020 je Republika Slovenija zaradi hitrega naraščanja števila okuženih razglasila izredne razmere z epidemijo. Po podatkih spletišča Covid-19 na Univerzi Johnsa Hopkinsa je bilo v Sloveniji 30. aprila 2020 1418 obolelih, 89 bolnih pa je umrlo. Do 5. januarja 2021 se je na svetu z virusom SARS-CoV-2 okužilo 86.806.661 ljudi. Zaradi bolezni je do tega dne umrlo 1.874.318 bolnikov.
V ljubljanskem UKC so 26. februarja 2020 prepovedali vse obiske hospitaliziranih bolnikov, 5. marca pa ukinili tudi osebno naročanje. Svet za nacionalno varnost je sprejel ukrepe za zajezitev širjenja koronavirusa, med drugim se je z 10. marca 2020 spremenila odredba o prepovedi zbiranja na javnih prostorih zaprtega tipa v Sloveniji: meja se je s 500 oseb znižala na 100.